# イート・エム・アンド・スマイル
『イート・エム・アンド・スマイル』（Eat 'Em and Smile）は、デイヴィッド・リー・ロスが1986年に発表したスタジオ・アルバム。ソロ名義では初のフルレングス・アルバムに当たる。

## 解説
ソロ活動に専念するため1985年にヴァン・ヘイレンを脱退したロスは、スティーヴ・ヴァイ（元フランク・ザッパ・バンド〜アルカトラス）、ビリー・シーン（元タラス）、グレッグ・ビソネットといった技巧派のプレイヤーを集めて、自分のバンドを結成した。
本作には、新たに書き下ろされた6曲に加えて、ビリー・シーンが率いていたバンド、タラスの楽曲「シャイボーイ」のリメイクと、カヴァー3曲が収録された。「シャイボーイ」はシーンがその後に加入するMR. BIGのライブにおいても演奏され、その模様はライブ・アルバム『Live』やDVD『Back To Budokan』に収録されている。
本作からのシングルは、「ヤンキー・ローズ」（全米16位）、「ゴーイン・クレイジー!」（全米66位）、ザッツ・ライフ（全米85位）の3作がBillboard Hot 100へのチャート・インを果たし、「タバコ・ロード」は『ビルボード』誌のメインストリーム・ロック・チャートで10位に達した。
本作発表の同年には、全曲をスペイン語詞で歌い直したヴァージョン『Sonrisa Salvaje』もリリースされた。
なお、アルバム名を訳すと「奴らを食って、笑ってやる」となり、これはヴァン・ヘイレンに宛てたメッセージであり、それに対し、ヴァン・ヘイレンも1988年に『OU812』というアルバムを出している（「Oh, you ate one, too（ああ、お前も同じものを食ったのか）」をもじったもの）。

## 収録曲
特記なき楽曲はデイヴィッド・リー・ロスとスティーヴ・ヴァイの共作。
1. 「ヤンキー・ローズ」 - "Yankee Rose" - 3:47
2. 「シャイボーイ」 - "Shy Boy" (ビリー・シーン) - 3:23
3. 「アイム・イージー」 - "I'm Easy" (ビリー・フィールド、トム・プライス) - 2:03
4. 「レイディース・ナイト・イン・バッファロー?」 - "Ladies' Nite in Buffalo?" - 4:08
5. 「ゴーイン・クレイジー!」 - "Goin' Crazy!" - 3:21
6. 「タバコ・ロード」 - "Tobacco Road" (ジョン・D・ラウダーミルク) - 2:27
7. 「エレファント・ガン」 - "Elephant Gun" - 2:23
8. 「ビッグ・トラブル」 - "Big Trouble" - 3:56
9. 「バンプ・アンド・グラインド」 - "Bump and Grind" - 2:42
10. 「ザッツ・ライフ」 - "That's Life" (ディーン・キー、ケリー・ゴードン) - 2:29

## 他メディアでの使用例
- ヤンキー・ローズ
  - 2002年、ビデオゲーム『グランド・セフト・オート・バイスシティ』で使用された[11]。
  - 2004年、ビデオゲーム『ランブルローズ』において、新録のカヴァー・ヴァージョンが使用された。このカヴァーには、オリジナル・ヴァージョンでもドラムを担当したグレッグ・ビソネットが参加している[12]。
- バンプ・アンド・グラインド
  - 1987年公開のアメリカ映画『レス・ザン・ゼロ』のサウンドトラックで使用された[13]。ただし、同作のサウンドトラック・アルバムには収録されていない。

## パーソネル
- デイヴィッド・リー・ロス - ボーカル
- スティーヴ・ヴァイ - ギター、ホーン・アレンジ
- ビリー・シーン - ベース、バッキング・ボーカル
- グレッグ・ビソネット - ドラムス、バッキング・ボーカル

### アディショナル・パーソネル
- ジェフ・ボヴァ - シンセサイザー (1、4)
- ジェシー・ハームス - キーボード (5、6、10)
- サミー・フィゲロア - パーカッション (5)
- ザ・ウォーターズ・ファミリー - バッキング・ボーカル (10)
- シドニー・シャープ・ストリングス - ストリングス (10)
- ジミー・ハスケル - ホーン・アレンジ、ストリングス・アレンジ (10)